# Dead Meat
Dead Meat és una pel·lícula de zombis irlandesa de 2004 escrita i dirigida per Conor McMahon, protagonitzada per l'actriu de teatre espanyola Marian Araujo i el veterà actor irlandès Eoin Whelan.

## Resum de la trama
Un brot d'una soca mutant d'malaltia de les vaques boges infecta el camp irlandès, convertint la gent en zombis voraços i carnosos. Enmig d'aquest caos hi ha un jove turista espanyola i l'enterrador local. Junts, aquest improbable duet ha de lluitar per la supervivència.

## Repartiment
- Marian Araujo com a Helena
- David Muyllaert com a Desmond
- Eoin Whelan com a Cathal Cheutan
- David Ryan com a Martin
- Amy Redmond com a Francie
- Kathryn Toolan com a Lisa

Dan Ewing, de la telenovel·la australiana Home and Away va tenir un paper addicional com a zombi del castell.

## Producció
Dead Meat es va filmar al poble de Leitrim, Comtat de Leitrim, Irlanda i als voltants.

## Estrena
Segons el "Making of..." inclòs en el llançament del DVD de la pel·lícula als Estats Units, la pel·lícula va rebre llum verda sota un nou esquema de finançament de l'Irish Film Board anomenat "Microbudget Films", dirigit a cineastes independents frugals. Dead Meat va ser la primera pel·lícula de micropressupost que va rebre una estrena. Per reduir costos, la tripulació va utilitzar molts decorats donats, vehicles personals dels cineastes i extres voluntaris reclutats al pub local. Dead Meat va rebre la distribució de vídeos per Revolver Entertainment al Regne Unit i Fangoria Entertainment als EUA.

## Banda sonora
David Muyllaert, que va interpretar l'heroic enterrador Desmond a Dead Meat, també va cantar la cançó principal de la pel·lícula, el punk-metalish "Dead Meat".
La partitura va ser composta per John Gillooley.

## Recepció
Dennis Harvey de Variety va escriure: "Un entorn rural irlandès i el ganxo argumental de la malaltia de les vaques boges fan sorprenentment poc per distingir la pel·lícula de zombis de moviment ràpid però rutinari". Beyond Hollywood la va anomenar "una de les millors pel·lícules de zombis, independentment del pressupost, que han sortit en els últims anys". Escrivint a The Zombie Movie Encyclopedia: Volume 2, l'acadèmic Peter Dendle va dir, "Uns quants girs inesperats i els paisatges molt bonics distingeixen aquesta pel·lícula B d'Irlanda."

## Premis
- Buenos Aires Rojo Sangre 2005: Premi al millor actor.[5]